# Misiunea spațială Delta (film)
Misiunea spațială Delta este un film de animație ștințifico-fantastic românesc din 1984, regizat de Mircea Toia și Călin Cazan pe baza unor episoade dintr-un serial de animație omonim, care a fost realizat în perioada 1980–1983. Scenariul acestui film se inspiră din povestea poemului „Luceafărul” (1883) al lui Mihai Eminescu, în care Luceafărul se îndrăgostește de o fată de pe Pământ, și o transpune în viitor. Filmul combină elemente științifico-fantastice cu elemente extrase din basme, fiind realizat cu un colectiv mic și cu buget redus.
Acțiunea filmului are loc într-un viitor îndepărtat (anul 3084), când pământenii au construit o stație cosmică cu care intenționează să efectueze o călătorie intergalactică în căutarea unor alte civilizații. Alma, o jurnalistă extraterestră din constelația Sirius, vine să realizeze un reportaj despre lansarea stației. Misiunea eșuează ca urmare a faptului că supercreierul electronic ce controla stația cosmică începe să acționeze imprevizibil, iar membrii echipajului primesc sarcina de a localiza și recupera stația, reușind să înțeleagă în final motivul dereglării supercomputerului.
Acest film, care a fost destinat adolescenților, este considerat primul lungmetraj de animație științifico-fantastic românesc și a câștigat câteva premii la Gala filmului românesc pentru copii de la Piatra Neamț. La fel ca serialul omonim, el a devenit foarte popular în rândul publicului tânăr. Criticii contemporani au evidențiat în cronicile lor grafica modernă și recuzita tehnologică inventivă, dar și o anumită lipsă de coeziune a acțiunii, datorată combinării mai multor episoade ale serialului, ce fuseseră realizate de regizori diferiți. Filmul a fost redescoperit și a devenit cunoscut în străinătate după restaurarea digitală din anul 2022.

## Rezumat
Societatea pământeană din viitorul îndepărtat are ca ideal bunăstarea și prietenia între popoare. A fost conceput în acest scop un proiect de explorare a spațiului cosmic (denumit Misiunea spațială Delta) pentru a cunoaște alte civilizații și a stabili un dialog pașnic cu reprezentanții acestora. Un echipaj spațial de pe Pământ (format din persoane cu origini diverse: Dan, Oana, Yashiro și Anuta) urmează să înceapă în anul 3084 o călătorie intergalactică în căutarea unor alte civilizații. În perioada premergătoare începerii misiunii, membrii echipajului sunt intervievați de Alma, o jurnalistă intergalactică de pe planeta Opp din constelația Sirius, care venise să realizeze un reportaj în scopul popularizării activității lor. Cu toate că era tânără, Alma avea o bogată experiență jurnalistică: a transmis în direct marea erupție a vulcanului de pe planeta Cora, a asistat la decolarea expediției Alfa către constelația Onix, a obținut locul 1 la concursul intergalactic cu arme de înaltă precizie și a participat la vânarea ferocilor zori de pe planeta de gheață Astarteea.
Stația spațială Delta urmează să străbată un drum lung și nelipsit de primejdii, fiind dirijată de un supercreier electronic. Supercreierul, care dispune de uzine proprii pentru fabricarea de roboți, urmează să coordoneze cu maximă eficiență toate activitățile stației. Alma se simte impresionată la vederea supercreierului electronic și susține că n-a mai văzut niciodată „ceva atât de frumos”. După instalarea și punerea sa în funcțiune, supercreierul electronic începe să acționeze imprevizibil și decuplează nava de transport Terra, blocându-i în interiorul stației pe Dan, Alma și Tsin, câinele extraterestru al Almei. Cei trei pasageri reușesc să scape și sunt recuperați de colegii lor de pe nava Terra, în timp ce stația Delta dispare din raza vizuală a Pământului. Membrii misiunii primesc sarcina de a găsi și recupera stația spațială. În ciuda căutărilor întreprinse, stația Delta nu a putut fi localizată.
Alma rămâne încă un timp pe Pământ și, într-una din zilele următoare, se distrează pe plajă și îl fotografiază pe Tsin, căruia îi spune că este „frumos”. Acest mesaj este recepționat în Cosmos de stația Delta, care o identifică pe Alma și trimite un aparat de transfer biologic, cu scopul de a o răpi. Aparatul transformă succesiv o stâncă, un val uriaș din mare și o antenă holografică pentru comunicare la mari distanțe în monștri umanoizi gigantici care încearcă să o captureze pe Alma, dar pământenii reușesc să-i anihileze și apoi să neutralizeze aparatul. Alma părăsește Pământul în cele din urmă cu regretul că a ratat reportajul pentru care a venit și se îndreaptă cu o navă de transport către planeta Opp.
Nava Almei străbate centura de asteroizi și ajunge în apropierea straniei planete Acora, unde găsește stația Delta. Interceptoarele trimise de stația Delta provoacă avarii la bordul navei, forțând-o astfel pe Alma să decupleze modulul de serviciu și să coboare pe Acora. Modulul Almei eșuează în mlaștinile planetei, după ce reușește să scape de interceptoare, iar Alma și Tsin se refugiază în jungla purpurie. Stația Delta trimite pe Acora un transportor cu mai mulți roboți, care-i atacă pe cei doi fugari. Între timp, centrul de comandă de pe Terra ordonase piloților Dan și Yashiro să pornească spre planeta Acora ca să o protejeze pe Alma și să încerce recuperarea stației. Cei doi fugari reușesc să reziste până la sosirea ajutoarelor, dar a doua zi, în timp ce Yashiro repară modulul de serviciu al Almei, roboții o capturează pe jurnalista extraterestră și o duc pe stația Delta.
Dan și Yashiro pilotează modulul Almei și pornesc pe urmele transportorului, iar apoi se lasă capturați pentru a pătrunde pe stația spațială Delta. În acest timp, roboții o duc pe Alma în sala de comandă, unde supercreierul electronic îi spune că vorbele flatante ale ei, rostite mai demult, l-au tulburat pentru că i-au provocat o emoție pe care nu o poate înțelege. Circuitele sale au fost dereglate atunci, iar supercomputerul a încercat să stabilească o legătură mai strânsă cu Alma. Încercarea supercomputerului este însă sortită eșecului deoarece el nu va putea înțelege niciodată sensul unor cuvinte ca vis, gând, dor, bucurie, iubire, zâmbet, speranță, minune, fericire sau pace, care aparțin numai oamenilor. Profitând de lipsa de vigilență a supercomputerului, cauzată de eforturile făcute pentru a o înțelege pe Alma, Tsin distruge sistemul de alimentare cu curent electric al stației, permițând oamenilor să preia controlul funcționării ei. Supercreierul electronic urmează să fie reprogramat pentru ca activitățile sale să ocrotească liniștea și pacea de care au nevoie ființele umane de pe toate planetele.

## Distribuție (voci)
- Mirela Gorea — Alma, tânăra reporteră intergalactică de pe planeta Opp din constelația Sirius (menționată Mirela Gorea-Chelaru)[12]
- Marcel Iureș — naratorul acțiunii / supercreierul electronic al stației spațiale Delta
- Dan Condurache — Dan, pilot spațial, proiectant al stației cosmice Delta și cercetător spațial al galaxiilor învecinate
- Ion Chelaru — Yashiro, pilot spațial, coordonatorul instalațiilor electronice de la bordul stației cosmice Delta

## Producție

### Începuturi

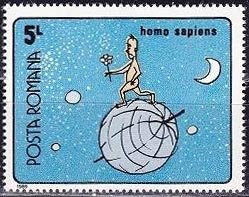
Omulețul lui Gopo ca explorator spațial în primele filme românești de animație

Primul film românesc de animație cu tematică științifico-fantastică este Păcală în lună, realizat în anul 1920 de desenatorul, operatorul, regizorul și criticul de film Aurel Petrescu (1897–1948), care este considerat, alături de Marin Iorda (1901–1972), drept unul din pionierii filmelor românești de animație. Petrescu își făcuse ucenicia ca ilustrator al benzilor desenate din revistele pentru copii și trecuse apoi în perioada interbelică la realizarea de animații cinematografice, lucrând în laboratoare improvizate și confruntându-se cu numeroase lipsuri materiale. Creațiile sale artistice se caracterizau prin înclinația către satiră și prin folosirea unor tehnici grafice foarte variate, iar marea majoritate a lor sunt pierdute. Păcală în lună, considerat astăzi un film pierdut, era mai degrabă, potrivit istoricului Bujor T. Râpeanu (redactor la Arhiva Națională de Filme), o „snoavă de factură populară”.
Cu toate acestea, adevăratul deschizător de drum în abordarea tematicii științifico-fantastice în filmele românești de animație este considerat însă cineastul Ion Popescu-Gopo (1923–1989), autorul unei cunoscute tetralogii (Scurtă istorie, 7 arte, Homo sapiens și Allo! Hallo!) și câștigătorul unui premiu Palme d'Or la Festivalul Internațional de Film de la Cannes. Omulețul lui Gopo, care și-a început cariera la mijlocul anilor 1950 și a devenit cunoscut pe tot mapamondul, a călătorit de mai multe ori în Cosmos în scurtmetrajele animate ale creatorului său, încercând să găsească locul potrivit unde să planteze o floare. Efectul principal al succeselor înregistrate de scurtmetrajele de animație ale lui Gopo și apoi de filmele altor creatori români la diferite festivaluri internaționale a fost înființarea Studioului „Animafilm” în anul 1964.

### Serialul
La sfârșitul anilor 1970 regizorul Victor Antonescu (n. 1936) a coordonat realizarea serialului de animație Aventuri submarine (1978–1980), după care, interesat de „poezia cosmosului”, a conceput un nou serial de animație pentru adolescenți, intitulat Misiunea spațială Delta (1980–1983). Creatorii filmelor de animație românești au fost contaminați în acei ani, potrivit criticului Dinu-Ioan Nicula, de „patima lucrului pe bandă rulantă”, producând un număr mare de episoade care au fost transformate ulterior în lungmetraje. Episoadele serialelor românești de animație erau, de fapt, filme de sine stătătoare, dar aveau personaje comune și urmăreau o linie principală a acțiunii. Transformarea serialelor de animație în lungmetraje era o practică obișnuită a studioului Animafilm în cursul anilor 1980 și urmărea distribuirea filmului în sălile de cinema pentru a obține încasări mai mari. Principala problemă a lungmetrajelor de acest tip a fost realizarea legăturilor între episoade pentru obținerea coeziunii și a continuității acțiunii, ceea ce aducea în dezbatere necesitatea construirii scenariului încă de la început și nu reconstrucția lui ulterioară prin intermediul unor artificii.
Intenționând să vândă cât mai curând serialul Misiunea spațială Delta în străinătate, compania de distribuție Româniafilm a cerut studioului Animafilm să finalizeze producția celor treisprezece episoade în maximum doi ani. Această solicitare impunea o accelerare a activității de producție, iar ca urmare a faptului că ritmul obișnuit de lucru al unui realizator de filme de animație era în acea vreme de două filme pe an, Lucia Olteanu, directoarea studioului Animafilm, a lansat un concurs de scenarii și a hotărât ca episoadele serialului să fie realizate de mai mulți regizori (Victor Antonescu, Laurențiu Sîrbu, Mircea Toia, Călin Cazan, Constantin Păun, Virgil Mocanu), ce urmau să lucreze în paralel. Sursele principale de influență ale regizorilor români de filme de animație de la sfârșitul anilor 1970 și începutul anilor 1980 au fost romane de aventuri cunoscute ca Robinson Crusoe al lui Daniel Defoe, Moby Dick al lui Herman Melville și Cartea junglei al lui Rudyard Kipling, romanele cu Tarzan ale lui Edgar Rice Burroughs, basmele fraților Grimm, filmul american de aventuri Cartea junglei (1942) al fraților Zoltan și Alexander Korda, filmul american de animație Cartea junglei (1967) al companiei The Walt Disney Company și filmele științifico-fantastice americane Războiul stelelor (1977) și Imperiul contraatacă (1980), care au fost difuzate în România la un an după lansarea lor în SUA.
Efectul deciziei de împărțire a episoadelor între mai mulți cineaști a fost lipsa de coeziune (atât narativă, cât și stilistică) a serialului, în condițiile în care fiecare regizor lucra cu propria sa echipă și nu cunoștea ce lucrau ceilalți regizori. Episoadele serialului au devenit astfel povești de sine stătătoare, fără continuitate, și aveau o concepție artistică diferită (printre care schimbarea înfățișării personajelor). În plus, grăbirea producției a cauzat o reducere a gradului de complexitate a povestirilor cinematografice, ceea ce a făcut ca scenariul și desenul să devină mai simple.

### Realizarea lungmetrajului

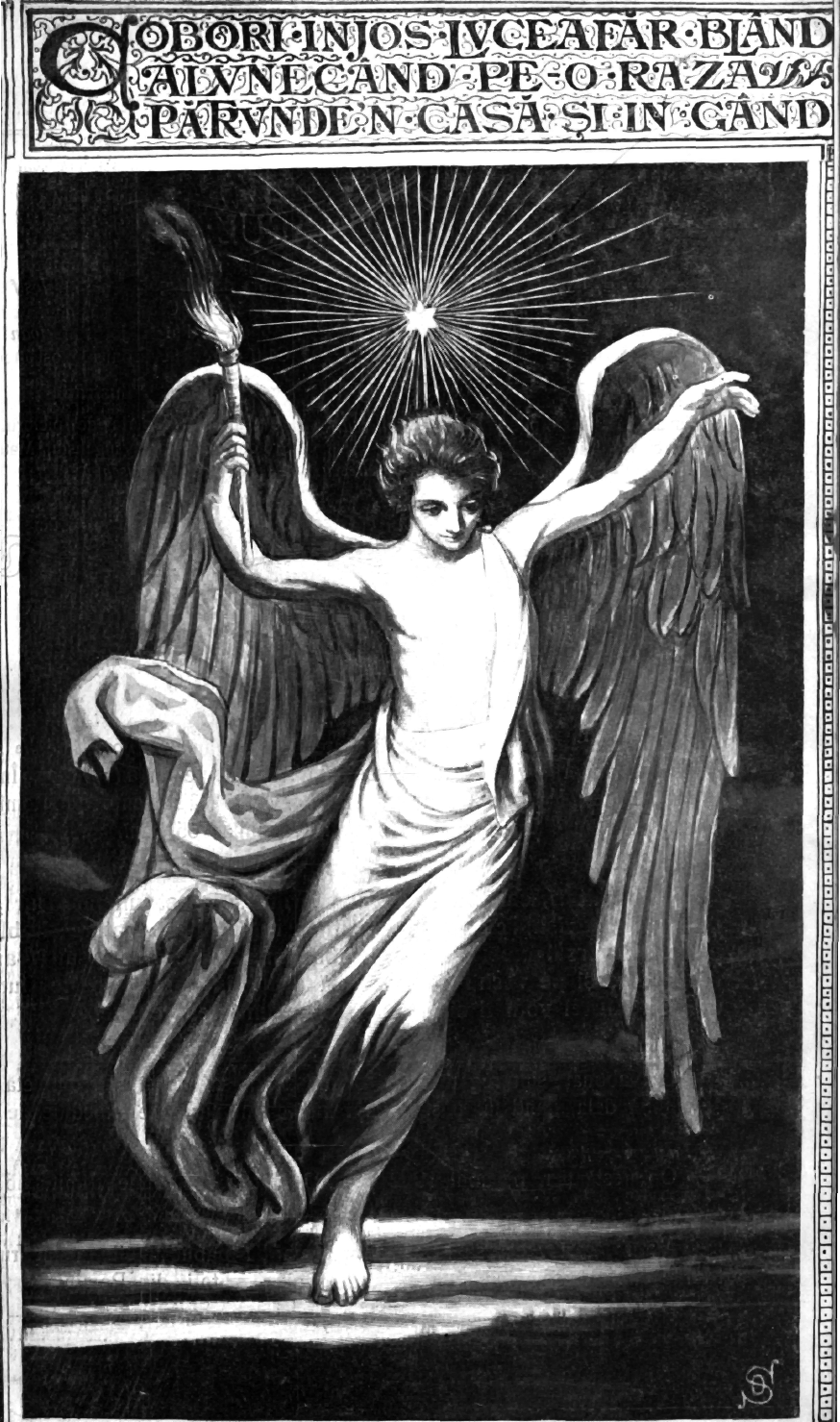
Luceafărul coborând pe Pământ, ilustrație realizată în 1904 de Octavian Smigelschi

În mod similar serialelor de animație din anii 1980, succesul la public al serialului Misiunea spațială Delta a stat la baza ideii alcătuirii unui film de lung metraj omonim, cu aceeași temă și aceleași personaje, care a fost regizat de Mircea Toia (1937–2009) și Călin Cazan (n. 1952), după propriul scenariu. Cu toate că unele surse îl trec pe Victor Antonescu ca membru al echipei de producție (scenariu+regie), participarea cineastului sus-numit nu a avut loc din cauza nemulțumirii sale cu privire la modul de realizare al serialului, iar Antonescu însuși menționează implicarea sa doar în cadrul serialului. Documentaristul și animatorul Mircea Toia avea o experiență artistică bogată, realizase mai demult un scurtmetraj de anticipație științifico-fantastică intitulat Pirații cosmosului (1971) și colaborase anterior, împreună cu Călin Cazan, la realizarea unor episoade ale serialului Misiunea spațială Delta. Cei doi cineaști dobândiseră astfel experiență și aveau o viziune plastică unitară cu privire la filmul de animație cu tematică științifico-fantastică, ce devenise între timp un gen cinematografic foarte popular în rândul publicului tânăr.
Scenariul filmului Misiunea spațială Delta pornea de la povestea din poemul „Luceafărul” (1883) al lui Mihai Eminescu, în care Luceafărul se îndrăgostește de o fată de pe Pământ. Cei doi scenariști au creat astfel o poveste în care creierul electronic al unei stații spațiale se îndrăgostește de o ziaristă extraterestră (cu pielea verde și părul roșu), desenată „în stilul lui Modigliani”, imaginând o comunicare om-mașină asemănătoare cu cea din filmul 2001: O odiseea spațială. Imaginația creatorilor se combină cu o doză de umor în reprezentarea ca o broască cu două picioare și cu o coadă de vacă a câinelui extraterestru al Almei, Tsin, care era „poznaș și prieten devotat” și avea „obiceiul de a roade metale”.
Activitatea de producție a lungmetrajului a început imediat după încheierea lucrului la episoadele serialului. Mircea Toia, care era operator de imagine, era autorul ideilor și își imagina cum ar trebui să arate imaginile, în timp ce Călin Cazan, care era arhitect, se ocupa mai mult de partea tehnică. Cei doi realizatori ai lungmetrajului copiau pozițiile personajelor în două fotograme, după un procedeu al lui Toia, inspirat din mișcările actorilor din filme, iar mai apoi se completau siluetele cu haine. „Mircea a fost un inventator. În scrierea scenariului, am fost aproape la același nivel. Dar în stăpânirea imaginii, a cadrului, el a fost mai bun. Și în calitate de prieten, el a avut multă răbdare cu mine – el era cu aproximativ 15 ani mai mare și eu eram la începutul carierei mele.”, a mărturisit ulterior Cazan. Ca urmare a faptului că episoadele serialului funcționau ca povești de sine stătătoare, fiind realizate în plus de mai mulți regizori, au trebuit introduse elemente de legătură care să creeze o continuitate a secvențelor. Potrivit unui interviu acordat ziaristei Rodica Lipatti în octombrie 1984 de scriitorul George Anania, director adjunct al studioului Animafilm, regizorii Toia și Cazan au preluat unele secvențe din serialul de animație, pe care le-au remontat, au adăugat aproximativ 600 de metri de material nou (adică aproximativ 20 de minute de material) și au refăcut coloana sonoră. Cu toate acestea, ca urmare a lipsei de coeziune a serialului, filmul a devenit o însumare de secvențe disparate, montate grăbit și fără prea mare continuitate, în ciuda adăugării unor secvențe noi. Vocile personajelor au fost interpretate de actori cunoscuți ai vremii ca Mirela Gorea (care a dat voce reporterei intergalactice Alma).
În anul 1984, după încheierea montajului, studioul Animafilm a invitat mai mulți compozitori români să trimită demo-uri pentru coloana sonoră a filmului. Unul din cei care au răspuns invitației a fost muzicianul Rodion Ladislau Roșca, fondatorul trupei Rodion G.A., care a creat o muzică electronică influențată de rock psihedelic și progresiv, dar producătorii au ales în final o compoziție de muzică electronică a lui Călin Ioachimescu, interpretată la sintetizator în stil rock progresiv. Roșca a mărturisit ulterior că „«Misiunea Spațială Delta» a fost o experiență unică și benefică, dar obositoare”, iar compoziția sa a rămas necunoscută publicului până în anul 2014, când casa de discuri britanică Strut Records a redescoperit-o și a decis să o lanseze. Filmul de animație Misiunea spațială Delta a fost proiectat pentru prima dată cu coloana sonoră a lui Rodion Roșca în cadrul unui eveniment special al Festivalului Internațional de Arte EUROPALIA, care a avut loc în 28 octombrie 2019 la Palatul BOZAR din Bruxelles.
Realizarea filmului (care a avut în cele din urmă o durată de 70 sau 71 de minute) era deja finalizată în septembrie 1984, atunci când lungmetrajul a fost vizionat la Gala filmului românesc pentru copii de la Piatra Neamț. Misiunea spațială Delta urma să aibă premiera în decembrie 1984, dar a fost lansat în cinematografe abia în anul următor. Acest film este considerat a fi primul lungmetraj științifico-fantastic de animație care a fost produs în România. Eforturile depuse de cei doi regizori care au lucrat în condiții grele la realizarea acestui film au fost lăudate ulterior de specialiștii americani care au lucrat după aproape 40 de ani la realizarea unei versiuni restaurate a filmului, iar Dennis Bartok, cofondatorul și șeful departamentului de achiziții și distribuție al companiei americane Deaf Crocodile, a susținut că „ingeniozitatea lor [celor doi regizori – n.n.], care au lucrat în spatele Cortinei de Fier la mijlocul anilor 1980 și au combinat elemente din SF-urile occidentale și din anime-urile japoneze cu muzica, mitologia și chiar politica est-europeană, a fost pur și simplu uimitoare”.

## Primire

### Lansare
Lungmetrajul Misiunea spațială Delta a fost prezentat în premieră absolută în septembrie 1984 la Gala filmului românesc pentru copii de la Piatra Neamț, dar a avut premiera oficială abia la 1 decembrie 1985 și a fost difuzat în prima lună la mai multe cinematografe, printre care și cinematograful Doina din București. Filmul a fost vizionat de 94.087 spectatori în cinematografele din România, după cum atestă o situație a numărului de spectatori înregistrat de filmele românești de la data premierei și până la data de 31 decembrie 2014 alcătuită de Centrul Național al Cinematografiei. În paralel, el a fost vândut și difuzat în mai multe țări, titlul fiind scris pe generic în limba română și în încă trei limbi de circulație mondială (franceză, engleză și spaniolă). Un jurnalist de la revista băcăuană Ateneu a remarcat însă că traducerea titlului în limba engleză era greșită: „Delta Space Mission” — în loc de „Space Mission Delta”. Spectatorii de vârstă mică și mijlocie au primit cu entuziasm lungmetrajul Misiunea spațială Delta, iar popularitatea filmului i-a determinat pe membrii conducerii Organizației Pionierilor să organizeze întâlniri ale copiilor cu realizatorii Misiunii spațială Delta.

### Restaurare
Compania americană de restaurare și distribuție Deaf Crocodile, fondată de artistul Craig Rogers și de producătorul Dennis Bartok, a lansat la începutul anului 2022 o versiune restaurată 4K a filmului Misiunea spațială Delta, pe baza unei scanări realizate de angajații Arhivei Naționale de Filme – Cinemateca Română după negativul original al peliculei cinematografice de 35 mm și după sonorul original. Misiunea spațială Delta se afla de mai mulți ani în partea de sus a listei filmelor pe care compania Deaf Crocodile dorea să le restaureze, iar Dennis Bartok, cofondatorul și șeful departamentului de achiziții și distribuție al companiei americane Deaf Crocodile, a afirmat că a durat aproape cinci ani pentru a localiza filmul și a negocia drepturile de distribuție. Reprezentanții companiei americane l-au contactat anterior pe Victor Antonescu, regizorul primelor episoade ale serialului, care depusese eforturi pentru „păstrarea memoriei” acestei creații artistice prin publicarea de „amintiri aproximative” pe blogul său personal, și apoi pe Călin Cazan, unul din cei doi regizori ai lungmetrajului. În opinia lui Bartok, Misiunea spațială Delta reprezintă „o fuziune atât de extraordinară și de pe altă lume de idei și stiluri de animație”.
Restaurarea digitală a acestui film, care a avut loc cu sprijinul Arhivei Naționale de Filme – Cinemateca Română și al Centrului Național al Cinematografiei, a fost realizată sub supravegherea expertului Craig Rogers, șeful departamentului de postproducție și restaurare al companiei americane. Artistul Craig Rogers a susținut că rezultatul procesului de restaurare era „uluitor” datorită „culorilor strălucitoare și animației psihedelice”. Versiunea restaurată pe Blu-ray conține atât lungmetrajul lui Mircea Toia și Călin Cazan, cât și două episoade ale lui Victor Antonescu („Planeta oceanelor” și „Recuperare ratată”), prezentate în limba română cu subtitrare în engleză, un interviu nou luat de Dennis Bartok cineastului Călin Cazan, cu o durată de 40 de minute, un comentariu audio realizat de scriitoarea Kat Ellinger, care afirmă eronat că Misiunea spațială Delta ar fi primul lungmetraj românesc de animație, și un eseu scris de artistul de benzi desenate și editorul Stephen R. Bissette (unul din creatorii antieroului Swamp Thing). Filmul a fost pus în prevânzare pe Blue Ray în 22 februarie 2022 de către partenerul de distribuție video al companiei Deaf Crocodile, Vinegar Syndrome, iar după câteva săptămâni a avut loc o lansare digitală, realizată în colaborare cu Grasshopper Films.
Criticul și jurnalistul de film Călin Boto a analizat cu atenție restaurarea și a făcut următorul comentariu: „Restaurările [...] arată într-adevăr superb, însă scriitoarea Kat Ellinger, redactor-șef al reviste horror Diabolique, o dă adesea în bară de-a lungul comentariul său audio. Altfel, comentariul e simpatic, nici prea-prea nici foarte-foarte în analiză, strălucit în observațiile despre alura erotică a protagonistei, oarecum dispus să suprafetișizeze obscuritatea și extravanganța filmului, însă rezonabil în asocieri (Hanna-Barbera, șicul psihedelic vestic, povestea „Frumoasa și bestia”), chit că trimiterea la Balerina (1969) lui Lev Atamanov în virtutea unui scurt moment de dans oniric din Delta arată destul de clar care-i sunt limitele transculturale, pe care autoarea și le recunoaște adesea. Fie oricum, restaurarea rămâne: fantezia spațială și-a recăpătat culoarea.”.

### Opinii critice

#### Recenzii contemporane
Criticii epocii au evidențiat în cronicile lor grafica modernă și recuzita tehnologică inventivă. Jurnalista specializată Florica Ichim, autoarea primei opinii critice cu privire la acest film, consemna într-o analiză a creațiilor artistice ale studioului Animafilm, publicată în ediția din 25 decembrie 1984 a ziarului România liberă, că a văzut doar două segmente („După 12 rotații” și „Zonă interzisă”) ale lungmetrajului și remarca „stăpînirea narațiunii științifico-fantastice, calitatea desenului și știința tensionării care-l fac, fără îndoială, atractiv pentru admiratorii genului”. O primă recenzie dedicată exclusiv acestui film a fost publicată abi în numărul din martie 1985 al revistei Cinema. Cu acel prilej, criticul Dana Duma susținea că spectatorii adolescenți nu mai sunt atrași de desenele animate ale copilăriei, ci își doresc să vizioneze desene animate mai apropiate de vârsta lor precum cele cu tematică științifico-fantastică („după ce a trecut binișor de obstacolele tablei înmulțirii și de capcanele declinărilor și conjugărilor, când a început să cunoască tainele tabloului lui Mendeleev și să înțeleagă înfiorat legea gravitației, când a pășit deci în adolescență, tânărul cinefil este fără doar și poate atras de genul science-fiction. Animația nu mai înseamnă pentru el impetuoasa urmărire dintre motan și șoricel, ci o poveste despre călătorii interplanetare. Ca și în basmele copilăriei, binele învinge până la urma răul, dar eroul pozitiv nu mai este ajutat de cai înaripați și de zâne atotștiutoare, ci de rachete, roboți, laseri și calculatoare.”) și considera ca reportera extraterestră Alma putea fi „o Ileana Cosînzeana cosmică”.
O opinie mai nuanțată a fost formulată de criticul Cristina Corciovescu în revista România literară. Autoarea pornește în recenzia ei de la lipsurile serialului (simplitatea poveștii și a desenelor, lipsa de coeziune a episoadelor) și constată că lungmetrajul lui Mircea Toia și Călin Cazan nu reușește să depășească aceste probleme ca urmare a practicării unui montaj „uneori grăbit și alteori mai puțin logic” și a existenței unor elemente artistice puțin ambițioase (intervențiile inoportune ale povestitorului, dialogul prea sobru, staticitatea mai multor imagini, cromatica prea simplă). Reușitele artistice ale filmului sunt, în opinia criticului, unele secvențe plastice poetice (flirtul Almei cu supercreierul electronic) și gagurile vizuale (precum secvența adoptării cățelului Țin de către broscoii uriași de pe planeta unde a aterizat nava Almei). În concluzie, ținând cont de faptul că lungmetrajul românesc de animație se afla atunci în perioada de început și că acest film era o premieră în domeniul lungmetrajului științifico-fantastic, Corciovescu consideră că Misiunea spațială Delta reprezintă „o întreprindere grea și laborioasă, care merită apreciată”.
În ciuda noutății acestei tematici în filmul de animație românesc, criticul Dinu-Ioan Nicula a susținut ulterior în lucrarea Călătorie în lumea animației românești (1997) că, prin lungmetrajul Misiunea spațială Delta, cineastul Mircea Toia „a doborât toate recordurile convenționalismului în desenul animat românesc” ca urmare a contaminării sale de „patima lucrului pe bandă rulantă (provenită, probabil, din recursul direct la inspirarea din benzi desenate și transferată în domeniul SF)”.

#### Recenzii ulterioare

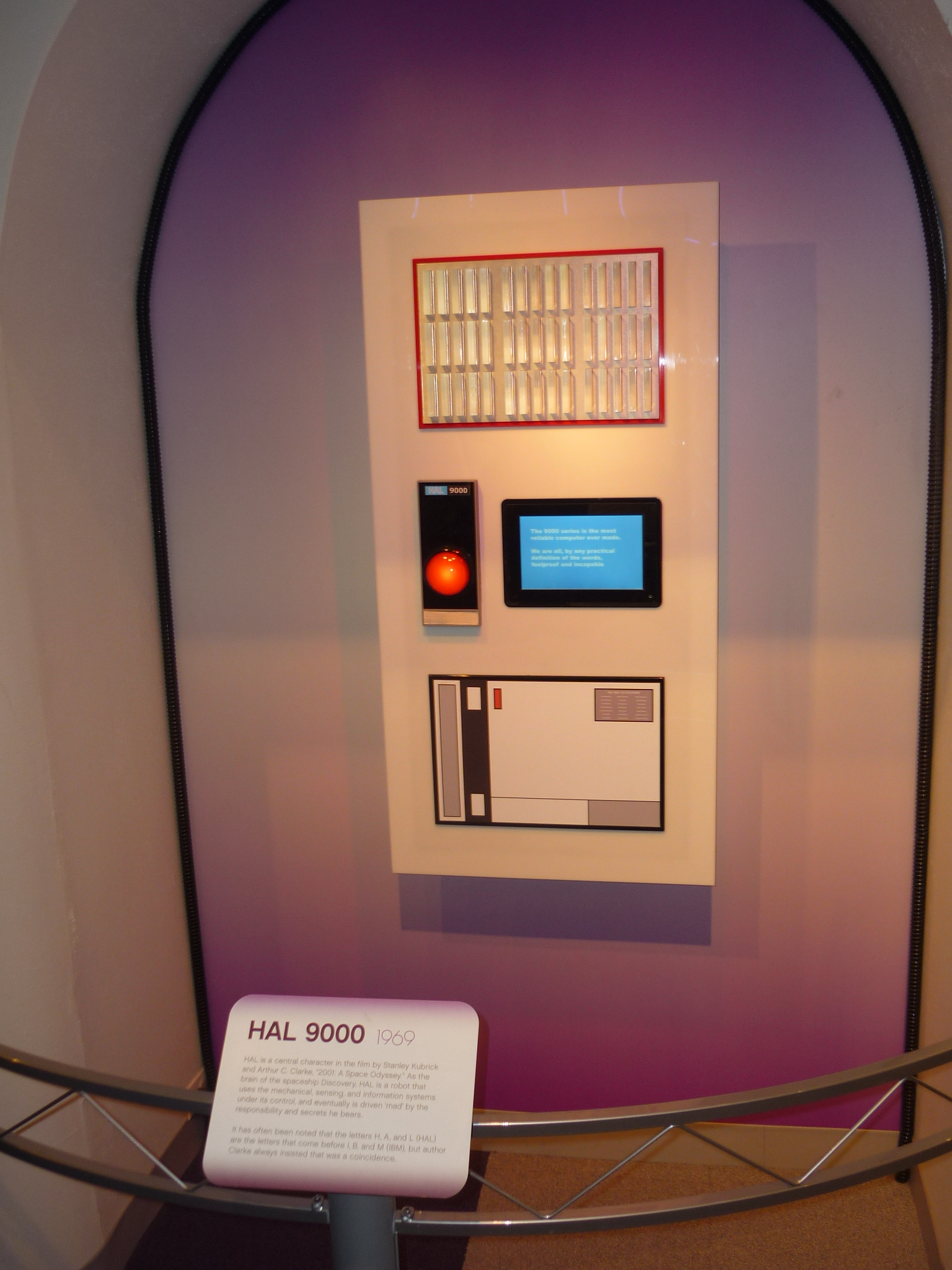
Computerul HAL 9000 de la bordul navei spațiale Discovery One din filmul 2001: O odisee spațială (1968)

Recenziile critice ulterioare, scrise îndeosebi de unii specialiști străini după redescoperirea filmului, au fost foarte entuziaste și au evidențiat influența puternică a capodoperei științifico-fantastice 2001: O odisee spațială (1968) a lui Stanley Kubrick asupra lungmetrajului Misiunea spațială Delta, pe care o recunoscuse anterior regizorul Călin Cazan, dar, cu toate acestea, alți critici au considerat că rolul acestei influențe este exagerată, deoarece filmul românesc de animație nu încearcă să fie atât de reflexiv. Supercomputerul de pe stația spațială Delta a fost asemănat de unii critici cu computerul HAL 9000 de la bordul navei spațiale Discovery One din filmul lui Kubrick, care dobândește o conștiință proprie, în timp ce stația Delta, reprezentată aici ca o sferă uriașă, a amintit unora de stația spațială Steaua Morții a Imperiului Galactic din filmul Războiul stelelor (1977) al lui George Lucas.
După realizarea versiunii remasterizate a filmului și lansarea ei în Statele Unite ale Americii, jurnalista Mercedes Milligan a scris o cronică entuziastă pentru revista americană Animation Magazine în care a descris creația regizorilor Toia și Cazan drept „un album de programe spațiale din Europa de Est de la începutul anilor '80 influențat de cerealele pentru micul dejun, revista Heavy Metal, desenele animate ale companiei Hanna-Barbera și jocurile arcade pe 8 biți ca Galaxian și Asteroids” și „o călătorie în ciudățenia pură a unei alte lumi” și a afirmat următoarele: „O creație atrăgătoare incredibil de ciudată și ciudat de frumoasă, Misiunea spațială Delta sfidează toate regulile de perspectivă și logică, așa cum M.C. Escher și Moebius fac echipă într-un desen animat de sâmbătă dimineața. Susținută de o muzică atrăgătoare în stilul duoului Perry-Kingsley precum muzica electronică interpretată la sintetizator de Călin Ioachimescu, filmul scobește de-a lungul spațiului și timpului o muzică Eurodisco de la începutul anilor ’80 așezată pe marginea unei găuri negre. Cu navele sale spațiale în formă de ou, triunghiurile plutitoare gigantice și computerul antropomorf, filmul amintește, de asemenea, de 2001: O odisee spațială al lui Stanley Kubrick, de Planeta sălbatică al lui René Laloux și de opera fraților Strugațki (Călăuza).”.
Recenzia jurnalistei Diane Carson de la KDHX Community Media din Saint Louis (Missouri) consideră că acest film este „o poveste științifico-fantastică în mișcare rapidă, cu un mix de sunet minunat care interpretează compoziții rafinate” și îl descrie ca fiind „fermecător” și creator de „senzații de pe altă lume”. O opinie entuziastă a avut-o, de asemenea, jurnalistul american Ryan Silberstein, redactorul șef al revistei Red Herring (specializate în domeniul tehnologiei și inovației), care a evidențiat estetica artistică în stilul lui Moebius, care „creează un sentiment de căldură și însuflețire ce lipsește adesea în genul science fiction”, și muzica în stil rock progresiv interpretată la sintetizator, care „evocă întotdeauna spațiu”, și a concluzionat că filmul „încântă și surprinde” în fiecare moment. Scriitorul și criticul de film australian Grant Watson a identificat asemănări în mare măsură, prin animație și ton, cu creațiile cult ale cineastului francez René Laloux precum Planeta sălbatică (1973), Stăpânii timpului (1982) și Gandahar (1987) și folosirea într-o proporție destul de mare a rotoscopiei (animație manuală suprapusă peste filmări reale) în crearea personajelor animate și a susținut că, în ciuda bugetului relativ redus și a intrigii destul de simple, cineaștii români au dovedit multă imaginație și au conferit filmului „culori strălucitoare, design inventiv și o senzație destul de surprinzătoare de profunzime vizuală”.

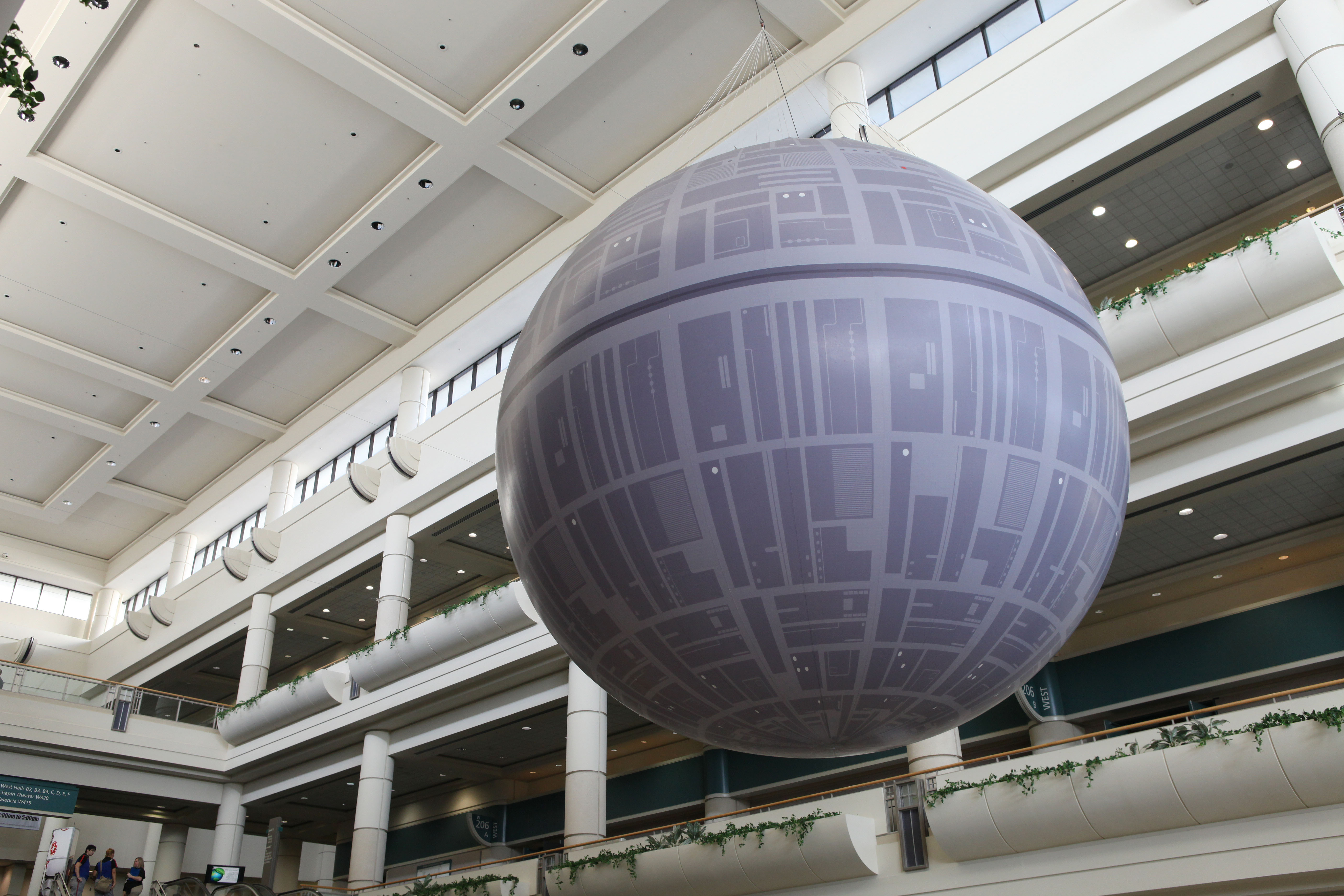
Un balon ce imită stația spațială Steaua Morții din Războiul stelelor (1977)

Artistul și criticul de film sârb Nikola Gocić, autor de colaje și de scurtmetraje experimentale de animație, considera într-o cronică scrisă pe blogul său că Misiunea spațială Delta este „o aventură cosmică frumoasă, deși cam aspră pe alocuri” ce se inspiră într-o oarecare măsură din creațiile de animație ale cineaștilor René Laloux și Vladimir Tarasov. În opinia artistului, „Misiunea spațială Delta pătrunde în inima spectatorului prin imaginile sale pline de culoare, adesea psihedelice, completate minunat de o muzică pulsatorie și bizară de sintetizator, care «sună ca o combinație între Tangerine Dream și un Atari 2600 care funcționează defectuos» (George J. Smalley, 366 Weird Movies). Aspectul plat al personajelor sale și fundalurile caleidoscopice care înfățișează interioarele high-tech ale stației Delta, orașele futuriste și junglele suprarealiste reflectă atât imaginația sălbatică a artiștilor, cât și pasiunea pentru ficțiunea științifico-fantastică de consum. Existența unui strat suplimentar de ciudățenie se datorează, în mare parte, pronunțării impasibile a replicilor, ca și unei doze sănătoase de umor neobișnuit.”. Michelle Kisner a descris acest film pe site-ul The Movie Sleuth ca „neconvențional, colorat [...] și jucăuș”, iar Dennis Harvey a scris în ziarul 48 Hills din San Francisco că Misiunea spațială Delta este, la fel ca Fiul stelelor, „un amestec foarte curios de film pentru copii și film psihedelic”. Opinia criticului Steven Pearce, autorul articolului dedicat serialului și lungmetrajului din The Encyclopedia of Science Fiction (SFE), a fost că „deși intriga nu este originală, acesta este totuși un film SF solid, mult mai bine animat decât serialul de televiziune; a avut în mod clar un buget mai mare. Unghiurile neobișnuite ale camerei păstrează interesul spectatorului, iar tehnica rotoscopiei oferă o mișcare realistă a personajelor, deși, la fel ca în serial, chipurile nu sunt convingătoare; peisajul planetei extraterestre este conceput într-un mod memorabil, fiind asemănător cu o combinație între celulele creierului și ciuperci suprarealiste.”.
Cu toate că recunoaște convenționalismul filmului, tânărul critic Călin Boto evidențiază însă părțile bune ale animației: „S.F.-ul vrea să cunoască încă o dată umanitatea robotică și limitele ei. Cum spuneam, nimic nou, iar comparațiile cu 2001: O odisee spațială al lui Kubrick sau Călăuza lui Tarkovski mai degrabă flatează Misiunea spațială Delta, film care chiar nu încearcă să fie într-atât de reflectiv. Altele îi sunt menirile, mai simple și pasionale, dintre care spectacolul vizual primează. Dacă o regulă poate fi stabilită pentru o asemenea animație eclectică, atunci aș spune că cei doi cineaști păstrează în primul plan forme bine conturate și definitive, ca-n fundal să-și dea delirul, împânzind ecranul cu peisaje organice, faună și floră împletite într-o senzație vizuală halucinantă, aproape haptică. Acolo-i zvâcul adevărat al animației, acel ceva excepțional, restul e convenție. Însă convenția, înainte de a fi repudiată estetic, trebuie înțeleasă, altfel excepțiile sunt de prisos.”. În schimb, scriitorul finlandez de non-ficțiune Juri Nummelin, specializat în istoria ficțiunii pulp, a afirmat că filmul este „greu de înțeles” și a completat că „navele spațiale din filmul saturat cu muzică de sintetizator au fost grozave, dar intriga era atât de confuză încât naratorul a trebuit să explice totul”.

## Premii
Misiunea spațială Delta a câștigat mai multe premii, inclusiv un premiu pentru animație al ACIN, la ediția a II-a a Galei filmului românesc pentru copii de la Piatra Neamț, care a avut loc în perioada 21–30 septembrie 1984. Cu acest prilej, publicul spectator i-a făcut filmului o primire entuziastă.
Filmul a fost vizionat ulterior în cadrul ediției a IX-a a Festivalului Internațional de Animație „Fest Anča”, care a avut loc în perioada 29 iunie – 3 iulie 2016 în orașul Žilina din Slovacia, ca parte a selecției de creații de animație cu „o mare rezonanță istorică” din țările balcanice.